# Uniwersytet Mehmet Akif Ersoy w Burdur
Uniwersytet Mehmet Akif Ersoy (tur. Mehmet Âkif Ersoy Üniversitesi) – założony w 2006 (na mocy ustawy 5467) uniwersytet turecki, mieszczący się w Burdurze. Powstał na bazie wyższej szkoły pedagogicznej, działającej od 1965 i Wydziału Weterynaryjnego, stanowiącego część Uniwersytetu Akdeniz w Antalyi. Nowa uczelnia przyjęła imię Mehmeta Âkifa Ersoya, twórcy tureckiego hymnu narodowego. W skład uczelni wchodzi obecnie pięć wydziałów, a także cztery ośrodki badawcze. Obecnie na uczelni studiuje ponad 14 tysięcy studentów. Uniwersytet specjalizuje się w badaniach z zakresu zootechniki, biotechnologii i ochrony dziedzictwa kulturowego.

## Struktura
- Wydział Pedagogiczny
- Wydział Inżynierii i Architektury
- Wydział Weterynaryjny
- Wydział Nauk i Sztuk
- Wydział Ekonomiczno-Administracyjny